# Mine de Gold Ridge
La mine de Gold Ridge est une d'or mine à ciel ouvert située dans les Îles Salomon, sur l'île de Guadalcanal à environ 30 km au sud-est de la capitale Honiara. Des troubles civils ont entraîné sa fermeture pendant deux ans peu après son ouverture en 1998. Après plusieurs changements de propriétaires depuis les années 1990, et sous propriété étrangère jusqu'à sa fermeture en 2014, la mine appartient aujourd'hui à Gold Ridge Mining Limited (GRML), qui comprend une participation de 10 % dans sa propriété par la société GoldRidge Community Investment Limited (GCIL), contrôlée par les propriétaires du terrain.

## Histoire

### Histoire ancienne
En 1568, un explorateur espagnol, Álvaro de Mendaña, a trouvé de l'or près de l'embouchure de la rivière Matepona,, qui coule de l'actuelle région de Gold Ridge sur l'île de Guadalcanal.

## Des années 1930 aux années 1950
La prospection active a commencé dans les années 1930 et, après plusieurs tentatives d'exploitation de la zone, une licence de prospection a été accordée en 1939 au Balasuna Syndicate, qui a commencé l'exploitation hydraulique (en) de la zone,,. Le syndicat a ensuite commencé l'exploitation hydraulique de la zone en 1939, jusqu'à ce que la Seconde Guerre mondiale interrompe tous les travaux en 1942,,.
En 1950, le Solomon Islands Geological Survey a été créé, ce qui a permis de commencer des études systématiques dans la région. En 1955, Balasuna a obtenu une licence de prospection et a réalisé des études supplémentaires, mais la prospection a été abandonnée en l'absence de découvertes majeures[3]. [Ces études se sont poursuivies pendant les 30 années suivantes, avant que l'exploration moderne de la zone ne commence en 1983, après qu'Amoco a remporté l'appel d'offres pour les droits d'exploitation,. Cyprus Minerals a apporté le projet en 1985 et en a exploité une partie dans le cadre d'une coentreprise avec Arimco Mining. Une étude de faisabilité a ensuite été réalisée en 1990 et mise à jour en 1992, avant que la coentreprise ne se retire et que les baux ne deviennent caducs.

## Des années 1980 aux années 1990
En 1983, Amoco a remporté un appel d'offres pour Gold Ridge SPL 130. En 1985, Cyprus Minerals a acheté le projet et en a utilisé une partie pour l'agriculture, en partenariat avec Arimco Mining. Une étude de faisabilité a été réalisée en 1990 et mise à jour en 1992. Après quelque 43 000 m de forages, les sociétés se sont retirées en 1992.
En 1994, le gouvernement des Îles Salomon a lancé un appel d'offres pour Gold Ridge. Saracen Minerals, alors filiale de Crusader Ltd, a remporté l'appel d'offres et a ensuite, en 1995, vendu ses intérêts à Ross Mining, qui a entrepris plus de 103 000 m de forages et mis à jour les études de faisabilité, avant de commencer l'exploitation à ciel ouvert en 1998. Gold Ridge a été exploitée par Ross Mining et Delta Gold Ltd entre 1998 et 2000, mais a dû être abandonnée en raison de troubles civils, déclenchés par les griefs des propriétaires terriens, la mauvaise gouvernance et la concurrence pour les terres et les ressources dans la province de Guadalcanal.

## Depuis 2000
Après deux ans d'exploitation, Ross Mining a été rachetée en mai 2000 par Delta Gold, qui a abandonné Gold Ridge un mois plus tard en raison des troubles civils à Guadalcanal,. À la suite de cet abandon, un assureur contre les risques politiques a payé Delta Gold et a pris possession du projet. En 2003, le projet a été racheté à cet assureur par Australian Solomons Gold.
En septembre 2004, la compagnie d'assurance a lancé un appel d'offres pour le projet, avec le soutien du gouvernement des Îles Salomon et de la communauté de Gold Ridge. En mai 2005, le projet a été racheté par Australian Solomons Gold, avant que cette société ne soit reprise par Allied Gold (en) en 2009,.
Allied Gold a ensuite annoncé un programme de remise en état et de redéveloppement de 150 millions de dollars australiens en mars 2010. La production a redémarré à la fin de 2010.
St Barbara Limited a ensuite acquis Allied Gold en août/septembre 2012, y compris les actifs de Gold Ridge Mining Limited. St Barbara est une société d'exploitation aurifère basée en Australie, et qui possède des mines d'or dans les comtés de Yilgarn et Leonora en Australie-Occidentale, ainsi que la mine de Simberi (en) dans la province de Nouvelle-Irlande en Papouasie-Nouvelle-Guinée. La mine de Gold Ridge était la seule mine en activité dans les Îles Salomon à l'époque, et contribuait à hauteur d'environ 20% au produit intérieur brut de l'économie des Îles Salomon.
En avril 2014, St Barbara a fermé la mine de Gold Ridge à la suite d'inondations soudaines. Quelques semaines plus tard, le gouvernement des Îles Salomon a interdit aux employés de St Barbara de revenir dans le pays. St Barbara n'a pas donné de raisons, mais un porte-parole du gouvernement a déclaré que le gouvernement était préoccupé par le fait que la société avait quitté la mine sans informer les autorités compétentes et les communautés propriétaires. La mine a été fermée jusqu'en 2018, et devait reprendre la production en 2019.
En mai 2015, Gold Ridge a été vendue par St Barbara pour 100 dollars australiens à une société contrôlée par les propriétaires fonciers, GoldRidge Community Investment Limited (GCIL), dans le cadre d'une transaction qui comprenait toutes les responsabilités juridiques et de réhabilitation,. Le 7 juillet 2015, le Conseil de gestion des catastrophes du gouvernement des Îles Salomon a déclaré Gold Ridge « zone sinistrée » en raison du mauvais état de la digue contenant les résidus miniers, dont on craignait l'effondrement. Il s'est ensuivi une année de disputes entre le gouvernement, St Barbara et les propriétaires terriens concernant la responsabilité de la vidange de la digue de résidus miniers. On craignait une contamination des rivières qui servaient de source d'eau à plus de 8 000 personnes. En avril 2016, GCIL a été accusée d'avoir permis un déversement toxique, ce qu'elle a nié, affirmant que l'eau récemment libérée ne contenait que de faibles concentrations de produits chimiques dangereux.
Le 12 septembre 2019, GCIL a signé un contrat  d'une valeur de 825 millions de dollars américains avec China Railway Group Limited (en) pour la construction et la location d'un système ferroviaire et d'une station de services miniers. Le contrat dure jusqu'en mars 2034. La mine n'avait pas encore été rouverte en septembre 2020.

## Description et production
En 2012, il y avait quatre fosses principales à Gold Ridge : Namachamata, Valehaichichi, Kupers et Dawson, qui s'étendent sur environ 5 km2 sur une ligne de faille. Les gisements ont été décrits comme des « gisements d'or épithermaux typiques à faible sulfuration ».
En juillet 2010, sur la base des taux de production de l'époque, les « réserves prouvées et probables » ont été estimées à 23,3 millions de tonnes, à 1,73 g/t pour 1,28 million d'onces. Ces réserves devraient permettre à la mine d'avoir une durée de vie d'au moins neuf ans.
En 2018 (alors que la mine était fermée depuis la mi-2014), la capacité de production était estimée à environ 500 kg d'or par an.